# Pseudorhopalaea
Pseudorhopalaea is een monotypisch geslacht uit de familie Diazonidae en de orde Phlebobranchia uit de klasse der zakpijpen (Ascidiacea).

## Soorten
- Pseudorhopalaea solitaris Millar, 1975